# Gösta Mittag-Leffler

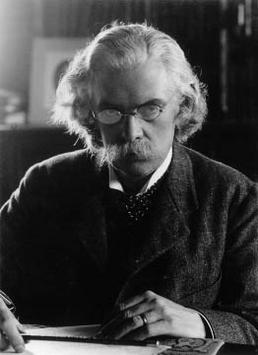
Gösta Mittag-Leffler

Magnus Gustaf (Gösta) Mittag-Leffler (16 tháng 3 1846 – 7 tháng 7 1927) là một nhà toán học người Thụy Điển.
Gösta Mittag-Leffler được sinh ra ở Stockholm, là con của hiệu trưởng một trường học John Olof Leffler và Gustava Wilhelmina Mittag; sau này ông thêm họ mẹ vào họ của cha trong tên ông. Chị của ông là nhà văn Anne Charlotte Leffler. Ông tốt nghiệp Đại học Uppsala vào năm 1865, hoàn thành Ph.D. năm 1872 và trở thành docent tại đại học đó trong cùng năm. Ông cũng là curator (chủ tịch) của Stockholm Nation 1872–1873. Sau đó ông đến Paris, Göttingen và Berlin trước khi nhận vị trí giáo sư toán tại Đại học Helsinki 1877–1881 và sau đó là giáo sư toán đầu tiên tại Cao đẳng Stockholm (sau này là Đại học Stockholm); ông là hiệu trưởng của trường trong năm học 1891-1892 và xin nghỉ hưu vào năm 1911. Mittag-Leffler vào thương trường và trở thành một thương gia thành công nhưng đổ vỡ về kinh tế ở châu Âu làm ông phá sản vào năm 1922.
Ông là thành viên Viện Hàn lâm Khoa học Hoàng gia Thụy Điển (1883), Hiệp hội Khoa học và Văn học Phần Lan (1878, sau đó là thành viên danh dự), the Royal Physiographic Society in Lund (1906) và khoảng 30 hiệp hội nước ngoài khác, kể cả Hiệp hội Hoàng gia của London (1896) và Académie des sciences ở Paris. Ông có bằng tiến sĩ danh dự từ Đại học Oxford và một số đại học khác.
Mittag-Leffler thành lập tạp chí toán học Acta Mathematica (1882), một phần là từ tài trợ của tài sản của vợ ông là Signe Lindfors, một gia đình Phần Lan rất giàu có, và sưu tầm một thư viện toán lớn trong tòa biệt thự của ông ở ngoại vi Stockholm vùng Djursholm. Căn nhà và tất cả tài sản được tặng cho Viện Hàn lâm khoa học như là Viện Mittag-Leffler.
Câu chuyện rằng Alfred Nobel từ chối đặt ra giải thưởng trong Toán bởi vì mối tình không thành với Signe Lindfors hầu như là không có thật.

## Đóng góp vào toán
- Hàm số Mittag-Leffler
- Định lý Mittag-Leffler

## Hàm số Mittag-Leffler
- Mittag-Leffler Function -- From MathWorld
- Mittag-Leffler function -- MATLAB code Lưu trữ ngày 11 tháng 3 năm 2007 tại Wayback Machine